# Óbánya, Baranya
Óbánya (în germană Altglashütte) este un sat în districtul Pécsvárad, județul Baranya, Ungaria, având o populație de 141 de locuitori (2011).

## Demografie
Componența etnică a satului Óbánya
     Maghiari (49,58%)
     Germani (47,9%)
     Necunoscut (2,52%)
     Alții (2,52%)
Componența confesională a satului Óbánya
     Romano-catolici (52,48%)
     Reformați (3,55%)
     Necunoscută (43,97%)
Conform recensământului din 2011, satul Óbánya avea 141 de locuitori. Nu există o etnie majoritară, locuitorii fiind maghiari (49,58%) și germani (47,9%). Apartenența etnică nu este cunoscută în cazul a 2,52% din locuitori.  Din punct de vedere confesional, majoritatea locuitorilor (52,48%) erau romano-catolici, cu o minoritate de reformați (3,55%). Pentru 43,97% din locuitori nu este cunoscută apartenența confesională.